# 179595 Belkovich
179595 Belkovich è un asteroide della fascia principale. Scoperto nel 2002, presenta un'orbita caratterizzata da un semiasse maggiore pari a 2,2077009 UA e da un'eccentricità di 0,1559342, inclinata di 5,19909° rispetto all'eclittica.